# 24 aprilie
ianuarie • februarie • martie  • aprilie  • mai  • iunie  • iulie  • august  • septembrie  • octombrie  • noiembrie  • decembrie
24 aprilie este a 114-a zi a calendarului gregorian și ziua a 115-a în anii bisecți. Mai sunt 251 de zile până la sfârșitul anului.

## Evenimente

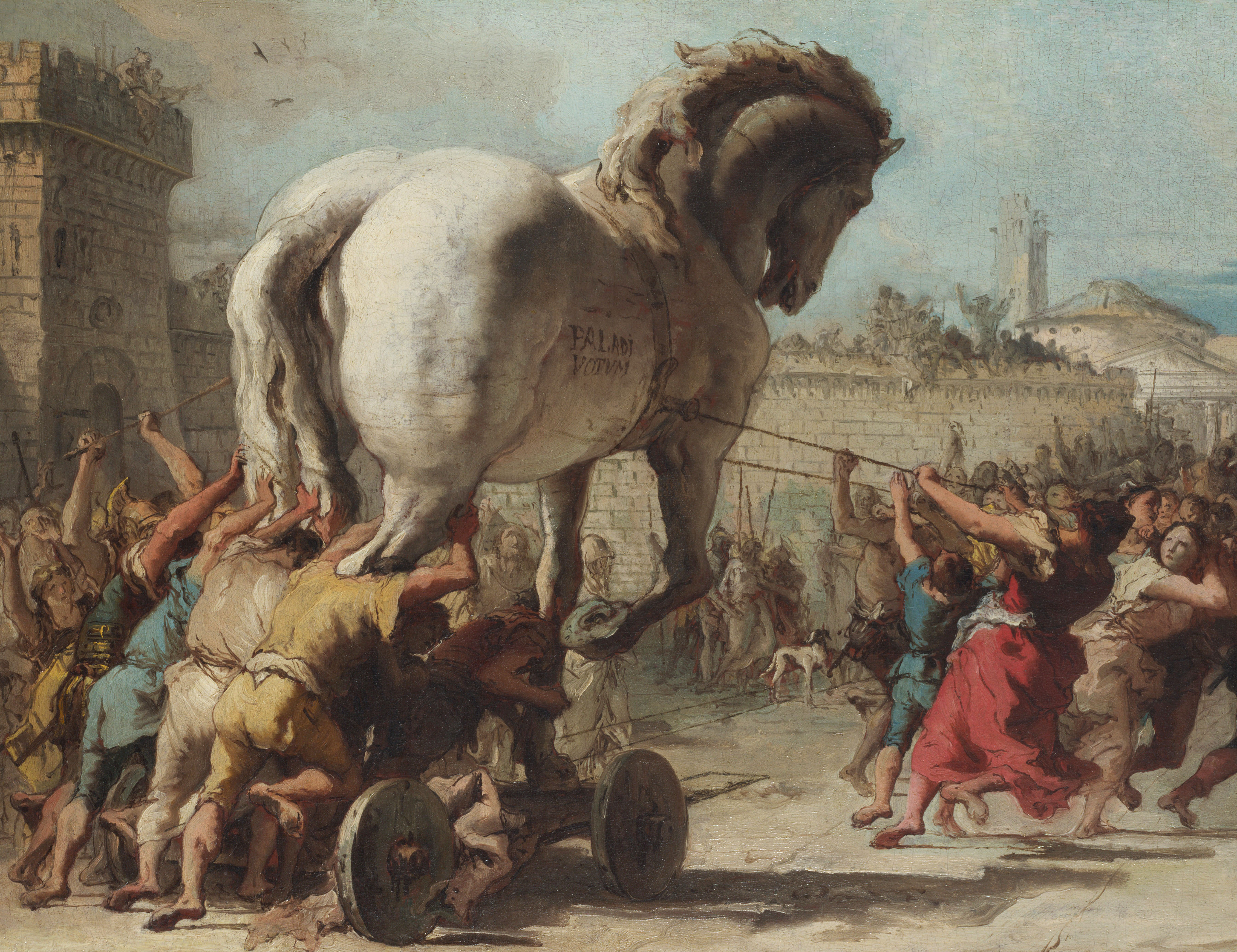
1184 î.Hr.: Potrivit legendei, grecii intră în Troia folosind un cal.

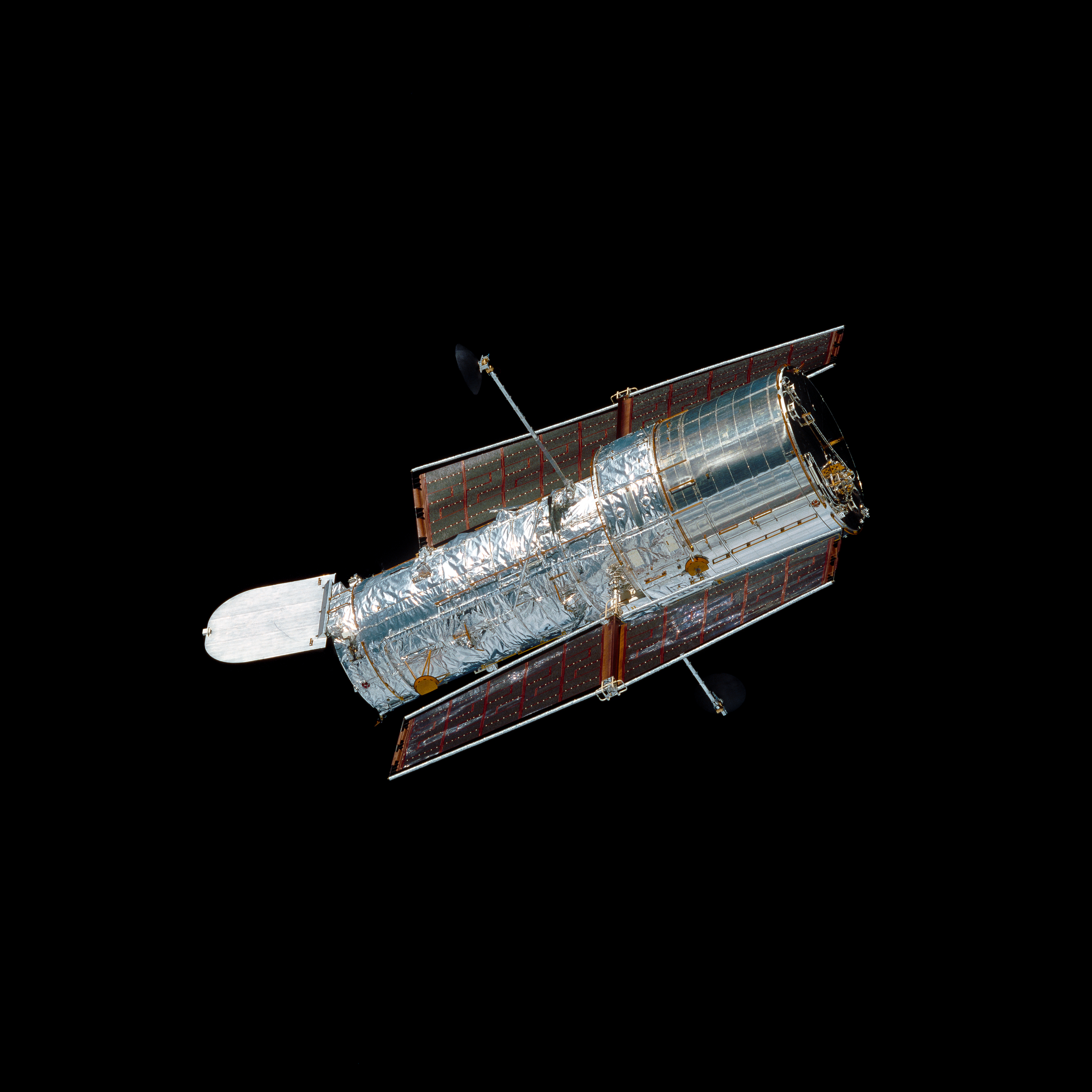
1990: Telescopul spațial Hubble a fost lansat la bordul navetei spațiale Discovery.

- 1184 î.Hr.: Războiul troian: Potrivit legendei, grecii intră în Troia folosind un cal.
- 1434: Prima atestare documentară a funcției de spătar la Curtea Moldovei – funcție de înalt demnitar, care purta, la festivități, sabia și buzduganul domnului.
- 1558: Maria Stuart, regină a Scoției se căsătorește cu Delfinul Franței, François, la Notre Dame de Paris.
- 1800: Președintele american John Adams semnează un act prin care era alocată suma de 5000$ în vederea achiziționării de cărți "pentru uzul Congresului". Astfel, s-au pus bazele Bibliotecii Congresului SUA.
- 1846: Începutul războiului mexicano-american.
- 1870: S-a pus piatra de temelie a Capelei Elisabeta Doamna, ale cărei picturi murale au fost executate în 1874 de Gheorghe Tăttărescu.
- 1877: Începe războiul ruso–turc, la care ia parte și România, dornică să–și consfințească independența de stat deplină.
- 1898: SUA invadează Cuba, declanșând Războiul Hispano-American care se încheie prin Tratatul de pace de la Paris (10 decembrie 1898), prin care Cuba este proclamată independentă.
- 1914: Experimentul Franck-Hertz, un pilon al mecanicii cuantice, este prezentat Societății germane de Fizică.
- 1915: Începe genocidul armean, în care 2 milioane de armeni sunt uciși de către otomani.
- 1916: A început la Dublin, Rebeliunea de Paști; repede înăbușită, mișcarea a avut un rol determinant în modificarea statutului Irlandei, ca republică independentă.
- 1918: Tratatul de pace de la București, dintre România, pe de o parte și Germania, Austro–Ungaria, Bulgaria și Turcia, pe de altă parte. Pacea, înrobitoare pentru țara noastră, nu a fost niciodată ratificată de către regele Ferdinand, tratatul devenind nul.
- 1945: Al Doilea Război Mondial: A început Bătălia de la Halbe în pădurea Spree, lângă orășelul Halbe, în sud-estul Berlinului și s-a terminat cu victoria sovieticilor.
- 1967: Cosmonautul sovietic Vladimir Komarov moare în naveta Soyuz 1 când parașuta nu se deschide. Este primul om care moare în timpul misiunilor spațiale.
- 1970: Este lansat primul satelit chinez, "Dong Fang Hong I".
- 1990: Telescopul spațial Hubble a fost lansat la bordul navetei spațiale Discovery.
- 1998: Sârbii aprobă prin referendum (94,73%) respingerea de către președintele Slobodan Miloșevici a unei medieri a conflictului din Kosovo, propuse de comunitatea internațională.
- 2001: S–a desfășurat "Gala Hagi", marcând retragerea lui Gică Hagi – „unul dintre cei mai buni fotbaliști români din toate timpurile".
- 2004: S–a deschis, la Viena, un nou muzeu "Sisi" la palatul imperial Hofburg.
- 2021: În urma unui efort internațional de căutare și salvare, marina indoneziană raportează scufundarea KRI Nanggala cu 53 de membri ai echipajului, cea mai mare pierdere de vieți umane la bordul unui submarin din 2003.[1]
- 2021: Pandemie COVID-19 – Numărul vaccinărilor administrate la nivel mondial depășește 1 miliard,  la mai puțin de cinci luni de la începerea primelor campanii de vaccinare în masă.[2]

## Nașteri

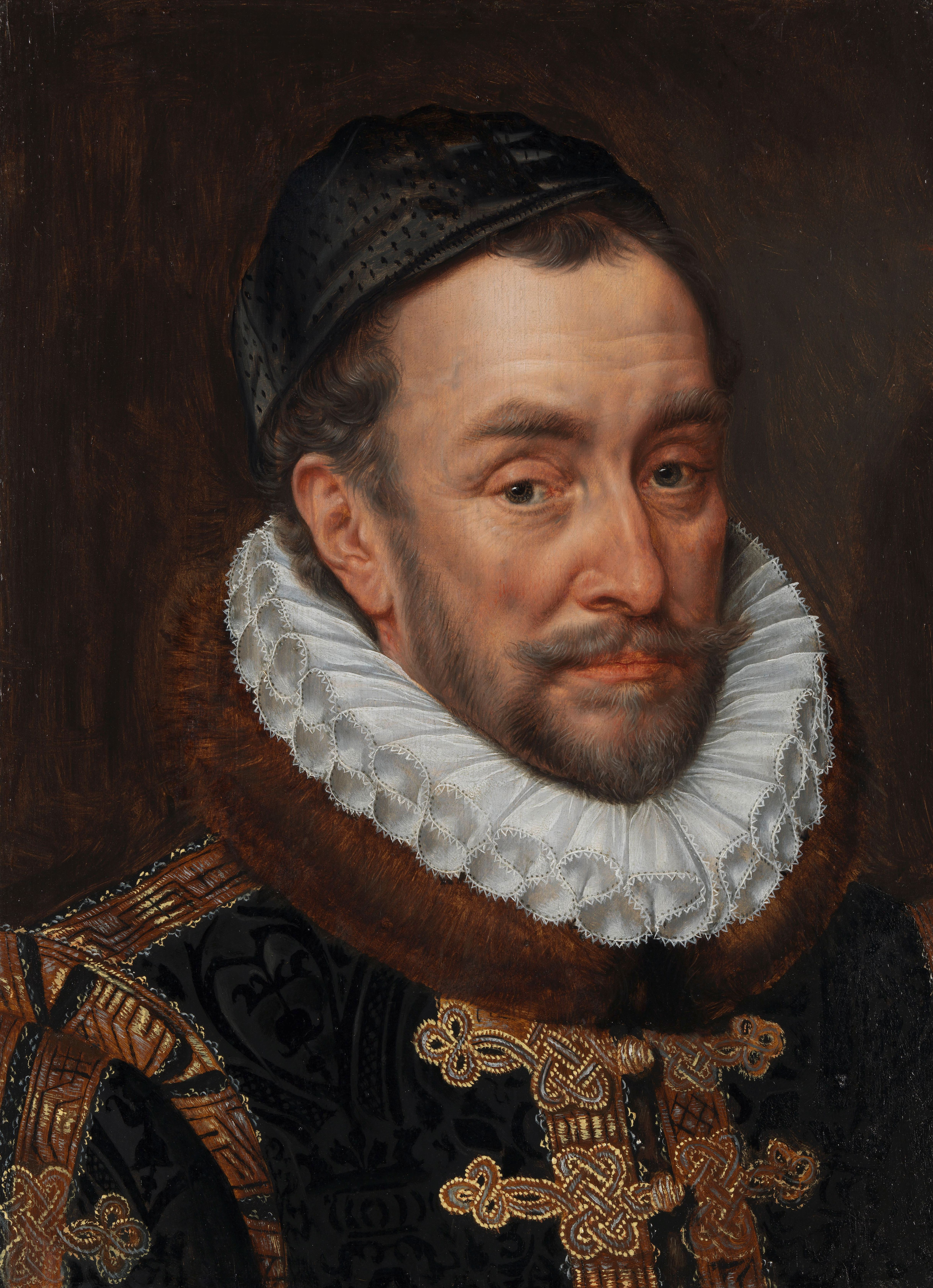
Wilhelm de Orania zis și Wilhelm Taciturnul, principalul conducător al Revoltei olandeze împotriva Spaniei

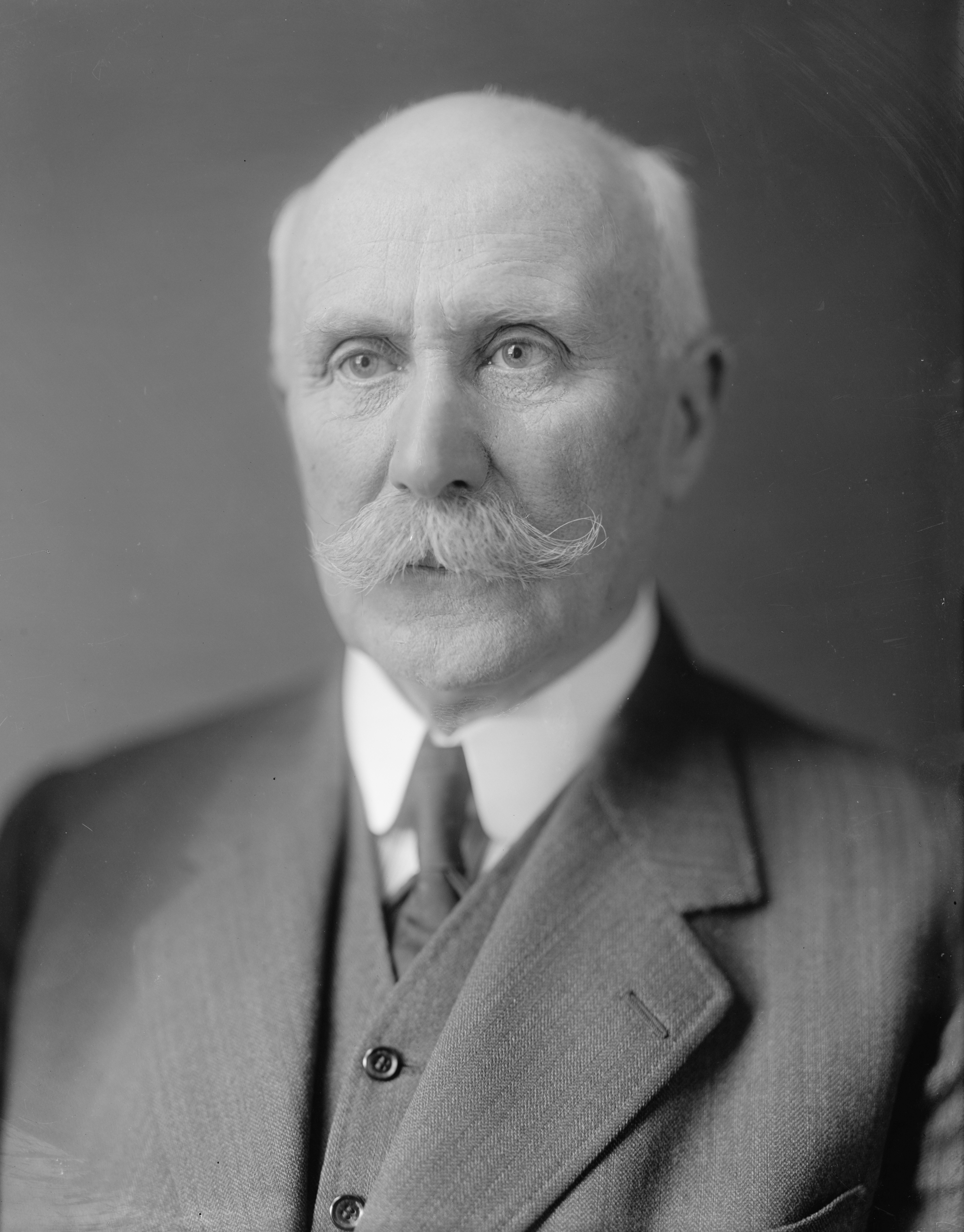
Philippe Pétain, mareșal francez

- 1533: Wilhelm Taciturnul (d. 1584)
- 1538: Guglielmo Gonzaga, Duce de Mantua (d. 1587)
- 1777: Arhiducesa Maria Clementina a Austriei, ducesă de Calabria (d. 1801)
- 1794: Mihail Sturza, Domn al Moldovei (d. 1884)
- 1824: Zsigmond Ács, scriitor și traducător maghiar (d. 1898)
- 1830: Prințesa Eugenie a Suediei (d. 1889)
- 1845: Carl Spitteler, scriitor elvețian, laureat al Premiului Nobel (d. 1924)
- 1846: Marcus Clarke, romancier și poet australian (d. 1881)
- 1856: Philippe Pétain, mareșal francez (d. 1951)
- 1862: Gaston Bussière, pictor francez (d. 1928)
- 1862: Henri Delavallée, pictor francez (d. 1943)
- 1868: Gheorghe Balș, inginer și istoric de artă român (d. 1934)
- 1881: Maurice Constantin-Weyer, scriitor francez, câștigător al Premiului Goncourt în 1928 (d. 1964)
- 1886: Ștefan Bezdechi, filolog și traducător român (d. 1958)
- 1904: Willem de Kooning, pictor american de origine olandeză (d. 1997)
- 1906: Prințesa Vera Constantinovna a Rusiei (d. 2001)
- 1911: Eugen Jebeleanu, poet român (d. 1991)
- 1919: Mihu Dragomir (Mihail G. Dragomirescu), poet român (d. 1964)
- 1922: Aristide Teică, actor român (d. 1993)
- 1926: Nelly Merola, pictor de costume
- 1932: Florin Pucă, artist plastic din România (d. 1990)
- 1933: Alexandru Lazăr, actor și critic român de film (d. 2019)
- 1934: Shirley MacLaine, actriță americană
- 1942: Barbra Streisand, actiță, cântăreață americană
- 1943: Florin Medeleț, istoric, arheolog român (d. 2005)
- 1944: Vladimir Petercă, teolog romano-catolic român (d. 2022)
- 1945: Doug Clifford, toboșar și compozitor american (Creedence Clearwater Revival)
- 1947: Roger D. Kornberg, chimist american, laureat Nobel
- 1952: Jean-Paul Gaultier, designer francez de modă
- 1955: Cristian Sorin Dumitrescu, politician român
- 1960: Marian Truță, scriitor român
- 1975: Cristian Adomniței, politician român
- 1981: Gualberto Campos, fotbalist venezuelean
- 1982: Maria Kalesnikava, flautistă profesionistă și activistă politică belarusă
- 1987: Serdar Tașçı, fotbalist german
- 1987: Jan Vertonghen, fotbalist belgian

## Decese

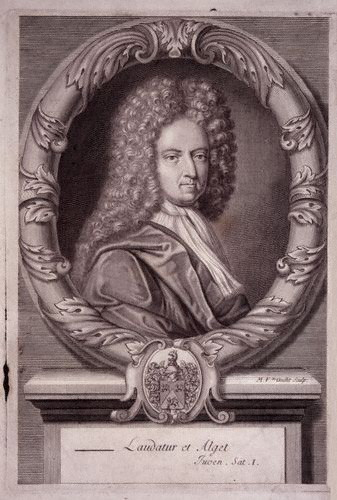
Daniel Defoe, scriitor englez

- 1342: Papa Benedict al XII-lea (n. 1285)
- 1679: Ludovic al VI-lea, Landgraf de Hesse-Darmstadt (n. 1630)
- 1726: Christian August de Holstein-Gottorp, bunicul matern al țarinei Ecaterina cea Mare (n. 1673)
- 1731: Daniel Defoe, scriitor englez (n. 1660)
- 1811: Nicolas-Antoine Nouet, astronom francez (n. 1740)
- 1852: Vasili Jukovski, poet rus (n. 1783)
- 1876: Jacques Guiaud, pictor francez (n. 1810)
- 1895: Carl Ludwig, medic și fiziolog german (n. 1816)
- 1912: Eiler Rasmussen Eilersen, pictor danez (n. 1827)
- 1953: Gheorghe I. Brătianu, istoric, om politic român (n. 1898)
- 1960: Max von Laue, fizician german, laureat al Premiului Nobel (n. 1879)
- 1980: Alejo Carpentier, scriitor cubanez (n. 1904)
- 1995: Gilda Marinescu, actriță română (n. 1933)
- 1996: Mircea Ciobanu, poet și prozator (n. 1940)
- 1967: Vladimir Komarov, cosmonaut sovietic (n. 1927)
- 1986: Wallis Simpson, soția americană a lui Eduard al VIII-lea al Regatului Unit (n. 1896)
- 1995: Gilda Marinescu, actriță română (n. 1933)
- 2004: Estée Lauder, fondatoarea companiei de cosmetice Estée Lauder Companies (n. 1906)
- 2005: Ezer Weizman, politician israelian (n. 1924)
- 2008: Cezar Ivănescu, poet român (n. 1941)
- 2008: Marcel Chirnoagă, grafician român (n. 1930)
- 2018: Dinu C. Giurescu, istoric român (n. 1927)
- 2019: Jean-Pierre Marielle, actor francez de film (n. 1932)
- 2019: Marius Guran, inginer, specialist în calculatoare, unul din pionierii informaticii românești (n. 1936)
- 2020: Mircea Mureșan, regizor român de film (n. 1928)

## Sărbători
- Ziua Mondială a Solidarității Tineretului
- Ziua Mondială a Protecției Animalelor de Laborator
- Armenia - Ziua victimelor genocidului armean din anul 1915
- În calendarul creștin-ortodox: Sf. Ierarhi Mărturisitori: Ilie Iorest și Sava Brancovici, mitropoliți ai Transilvaniei; Sf. Ierarh Iosif Mărturisitorul din Maramureș; Sf. Mc. Pasicrat și Valentin din Durostorum; Sf. Cuv. Elisabeta
- În calendarul romano-catolic: Elizabeth Hesselblad, dreaptă între popoare